# Temiskaming Shores
Temiskaming Shores – miasto w Kanadzie, w prowincji Ontario, w dystrykcie Timiskaming. Zostało utworzone w 2004 roku z dotychczasowych miast New Liskeard, Haileybury oraz kantonu Dymond. Jest drugim po Dryden najmniejszym (pod względem liczby mieszkańców) miastem ze statusem city/cité.
Liczba mieszkańców Temiskaming Shores wynosi 10 732. Język angielski jest językiem ojczystym dla 65,8%, francuski dla 30,0% mieszkańców (2006).